# Cheminon

Cheminon este o comună în departamentul Marne, Franța. În 2009 avea o populație de 633 de locuitori.